# Kościół św. Eufemii w Rovinju
Kościół św. Eufemii w Rovinju (chorw. Crkva sv. Eufemije u Rovinju) – rzymskokatolicki kościół w Rovinju. Zbudowany w stylu baroku weneckiego w I połowie XVIII wieku na miejscu kilku poprzednich kościołów. Jest miejscem przechowywania relikwii św. Eufemii z Chalcedonu, patronki miasta.

## Historia

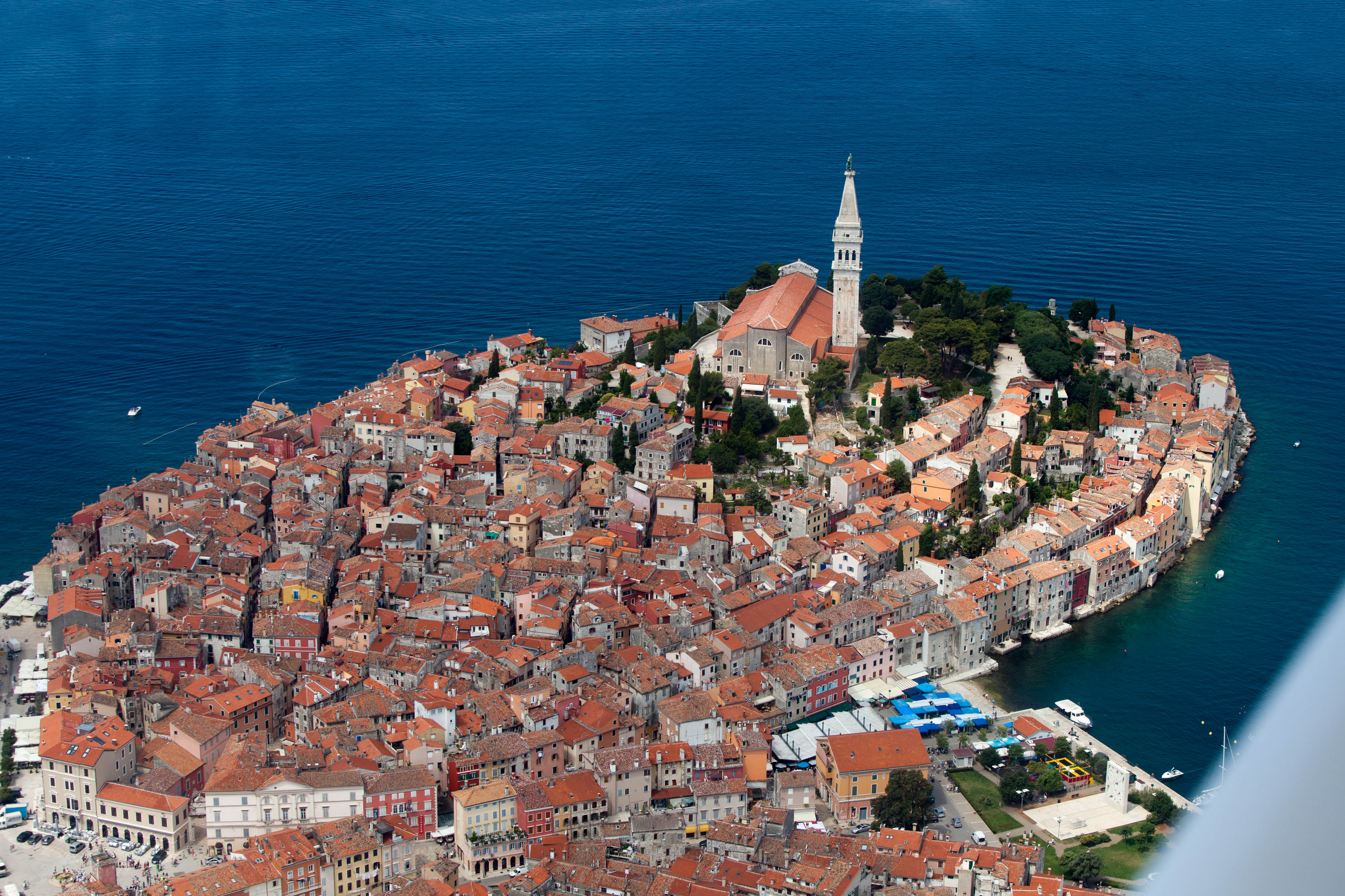
Widok z lotu ptaka na Stare Miasto i kościół św. Eufemii

Na miejscu dzisiejszego kościoła św. Eufemii znajdował się niewielki kościół św. Jerzego, zbudowany około 800 roku. Kiedy do ówczesnego Rovinja został sprowadzony sarkofag ze szczątkami św. Eufemii, kościół ten stał się zbyt mały, aby pomieścić wszystkich pielgrzymów. W X wieku mieszkańcy miasta rozpoczęli budowę nowego, większego kościoła. Miał on trzy nawy, zamknięte trzema apsydami. W jego wnętrzu znajdowały się drewniane posągi św. Jerzego i św. Eufemii. Na początku XVII wieku wzniesiono nowy kamienny, pozłacany posąg, który do dziś pozostaje na ołtarzu świętej. Stan techniczny kościoła z biegiem czasu pogarszał się, a ponieważ liczba ludności miasta rosła, mieszkańcy postanowili zbudować kolejny, jeszcze większy kościół. Sporządzenie projektu powierzono początkowo weneckiemu architektowi Giovanniemu Scalfarottiemu, ale jego projekt nie zyskał aprobaty zleceniodawców, wezwano więc kolejnego wenecjanina, Giovanniego Dozziego. Prace budowlane rozpoczęto w 1725, a ukończono w 1736 roku. W 1741 roku zbudowano trzy ołtarze główne, a w 1754 roku zamontowano organy. Stropy, ławki w nawie i stalle w prezbiterium z 1750 roku zrealizował Giovanni Napolachi, a dekoracje stiukowe dodał w tym samym roku wenecki artysta Giovanni Lattuga. W 1754 roku zamontowano organy, dzieło Antonia Barbiniego z Murano. 26 września 1756 roku kościół uroczyście konsekrował biskup Gasparo Negri. Fasada została zaprojektowana przez Giacoma Pozza i zbudowana w 1883 roku. Wnętrze kościoła przyozdobiono kolejnymi ołtarzami i obrazami.

## Architektura
Kościół św. Eufemii reprezentuje typ baroku weneckiego. Jego długość wynosi 51,11 m, a szerokość 30,26 m. Nawa główna ma 17,71 m wysokości, a nawy boczne – 10,11 m. Obok kościoła znajduje się dzwonnica, zbudowana w miejscu wcześniejszej, zniszczonej w 1545 roku przez uderzenie pioruna. Nową dzwonnicę zaprojektował w 1650 roku Alessandro Manapola na wzór dzwonnicy św. Marka w Wenecji. Budowa rozpoczęła się w 1654 roku pod kierunkiem mediolańskiego architekta Antonia Fassolli, którego w 1668 roku zastąpił inny mediolańczyk, Antonio Man. W 1687 roku dzwonnicę zwieńczono hełmem, zbudowanym pod kierunkiem Cristofora Ballana. Dzwonnica wznosi się na planie kwadratu o boku około 9 m. Na jej szczycie znajduje się miedziany, pozłacany posąg św. Eufemii, umieszczony na łożyskach, aby mógł obracać się wokół własnej osi w zależności od kierunku wiatru. Zastąpił on w 1758 roku poprzedni, drewniany posąg, zniszczony dwa lata wcześniej przez uderzenie pioruna. Również i on został trafiony przez piorun, wskutek czego musiał być poddany w 1834 roku restauracji. 20 lutego 1936 roku w posąg uderzył samolot wojskowy. Dokonano naprawy posągu, który 8 lipca 1938 roku powrócił na swoje miejsce. Dzwonnica wraz z posągiem ma 62 m wysokości. Jest najwyższą wieżą kościelną w Istrii.

## Wnętrze
W ołtarzu głównym znajdują się posągi św. Jerzego, św. Marka i św. Rocha, zbudowane z marmuru karraryjskiego według projektu weneckiego rzeźbiarza Girolama Laureata. Po lewej stronie ołtarza głównego znajduje się marmurowy ołtarz Najświętszego Sakramentu, ozdobiony posągami aniołów, a po prawej – również marmurowy, ołtarz św. Eufemii, patronki miasta. Kamienny posąg świętej pochodzi z XV wieku. Za ołtarzem znajduje się sarkofag, w którym przechowywane są jej relikwie. Datowany na III wiek, został, według podań, przewieziony w 800 roku z Konstantynopola do Rovinja w celu uratowania go przez zniszczeniem przez ikonoklastów. Jest on wykonany z marmuru i ma wymiary: 208 cm długości, 195 cm wysokości i 95 cm szerokości. Na ścianach otaczających sarkofag wiszą obrazy z 1883 roku, namalowane przez Leonarda Rygę, przedstawiające dotarcie sarkofagu do wybrzeży Rovigna oraz męczeństwo św. Eufemii. Na sklepieniu znajduje się obraz przedstawiający koronację św. Eufemii na niebie. Po prawej (południowej) stronie kościoła znajdują się ołtarze Matki Bożej Różańcowej, św. Franciszka z Asyżu, św. Piotra i św. Michała Archanioła, natomiast po lewej (północnej) – ołtarz św. Mikołaja, chrzcielnica oraz ołtarze św. Sebastiana, Matki Bożej z Góry Karmel i św. Rocha. Na obrazach przedstawieni są, między innymi: św. Antoni Padewski, św. Jan Chrzciciel, św. Franciszek z Asyżu i Najświętsza Maryja Panna. Kandelabry zrealizował na początku XVIII wieku złotnik z Padwy, Zuanne Adolfo Gaapa (urodzony w Augsburgu), a okazałe srebrne antepedium – w 1776 roku Angiolo Scarabella d’Est.

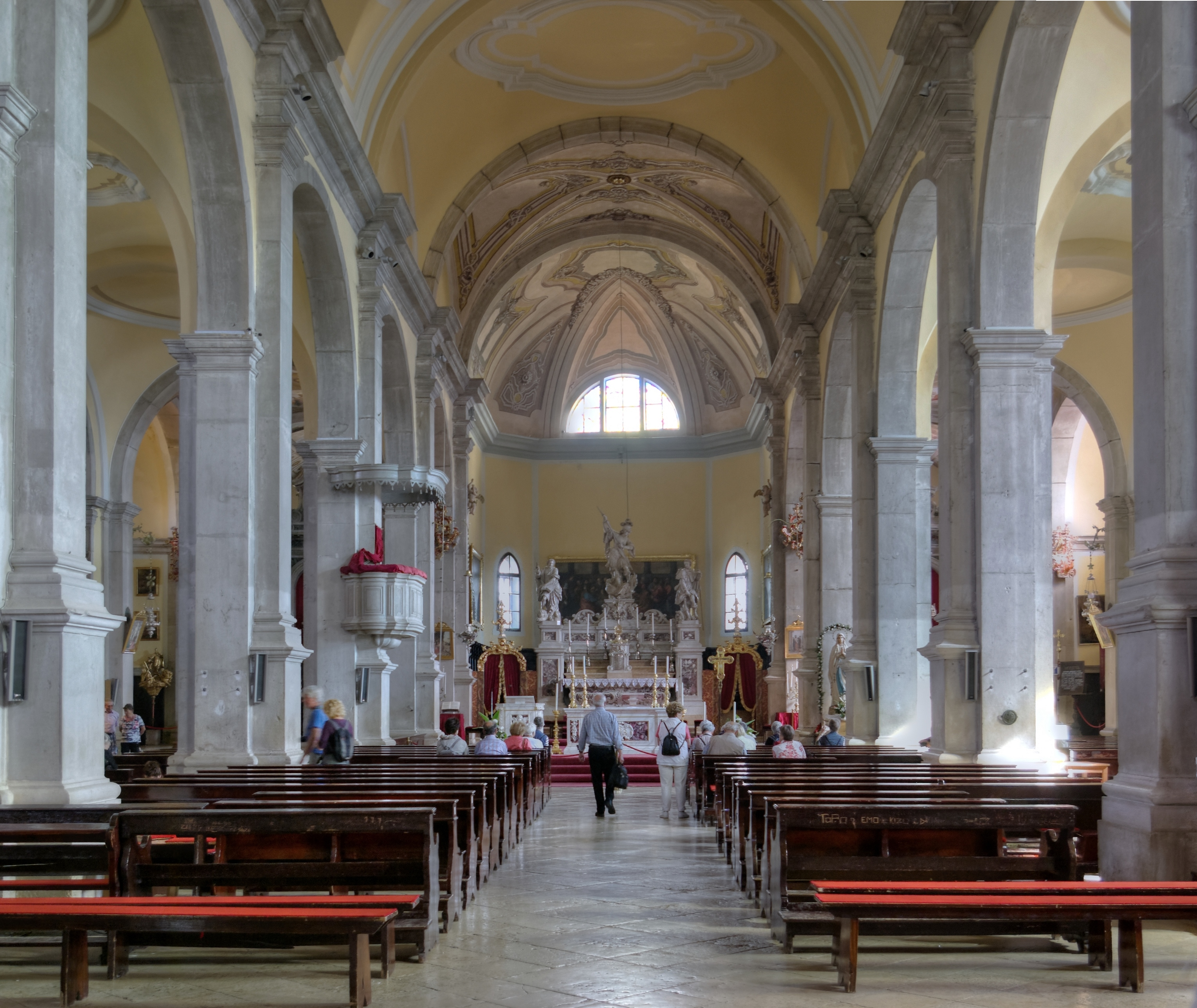
Nawa główna
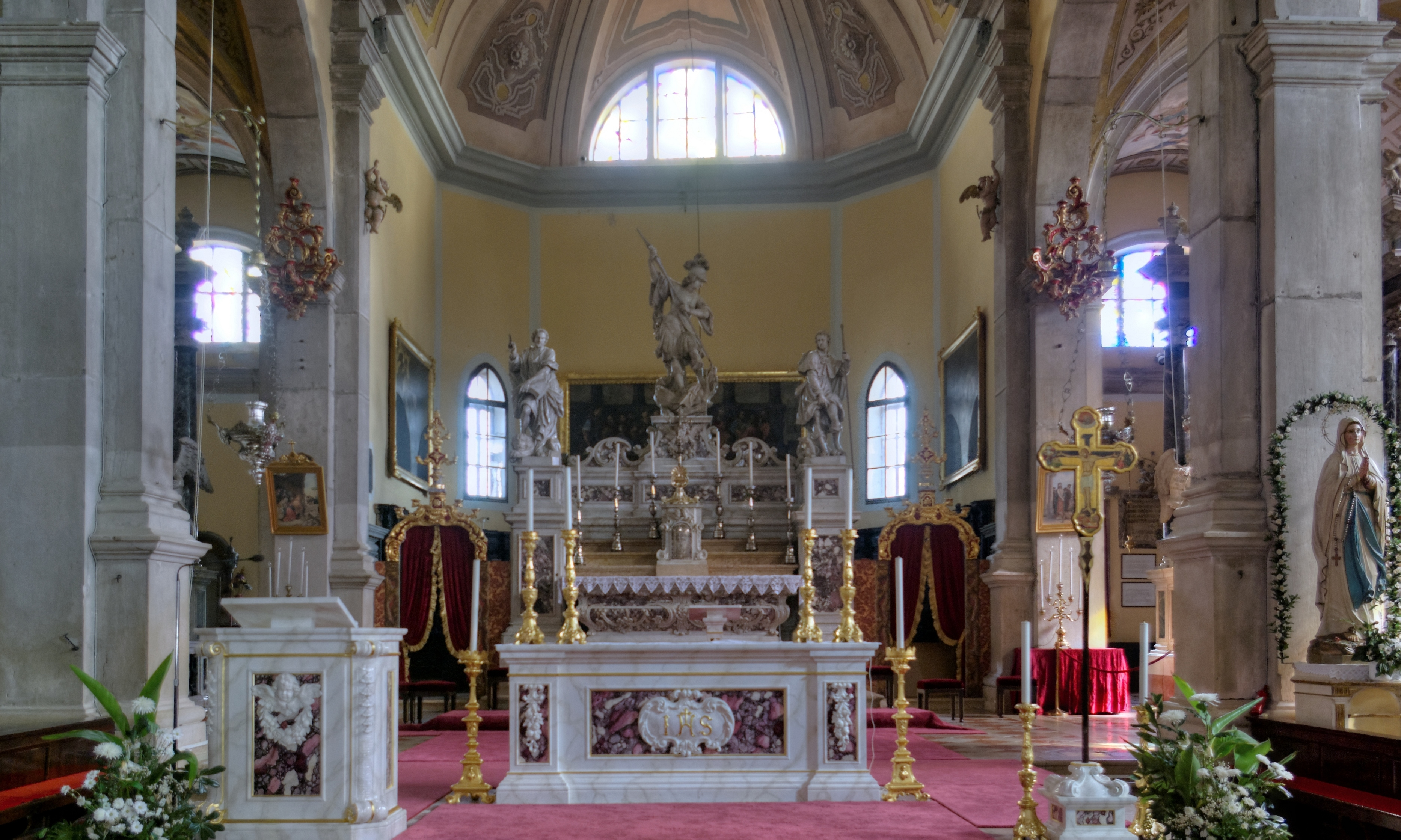
Ołtarz główny
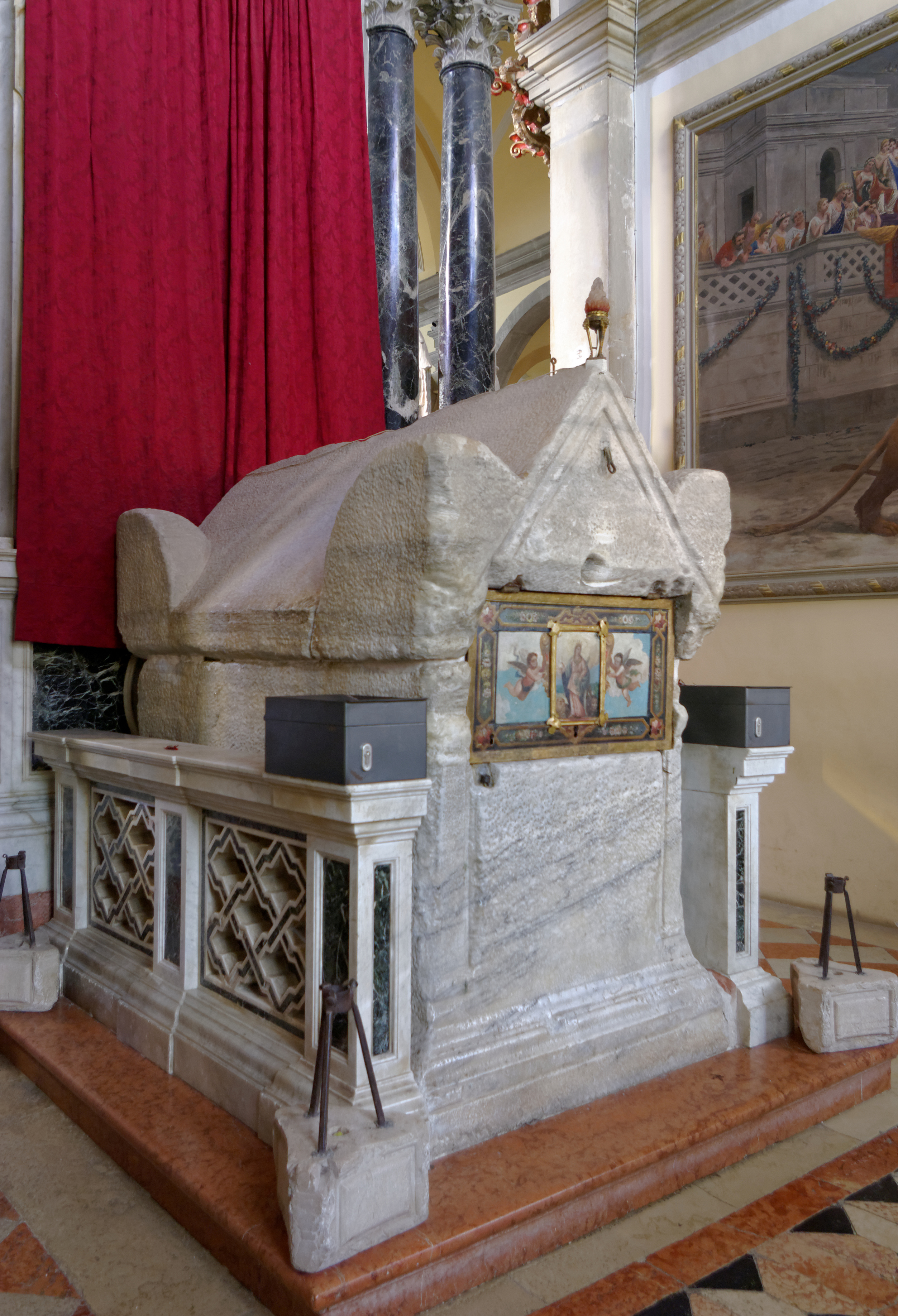
Sarkofag św. Eufemii
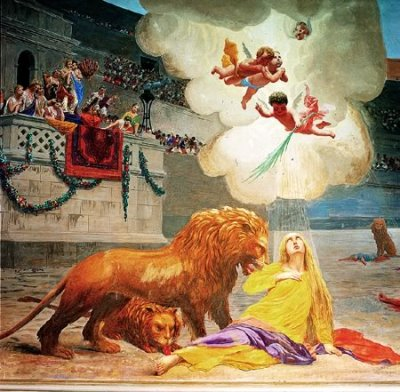
Obraz Męczeństwo św. Eufemii
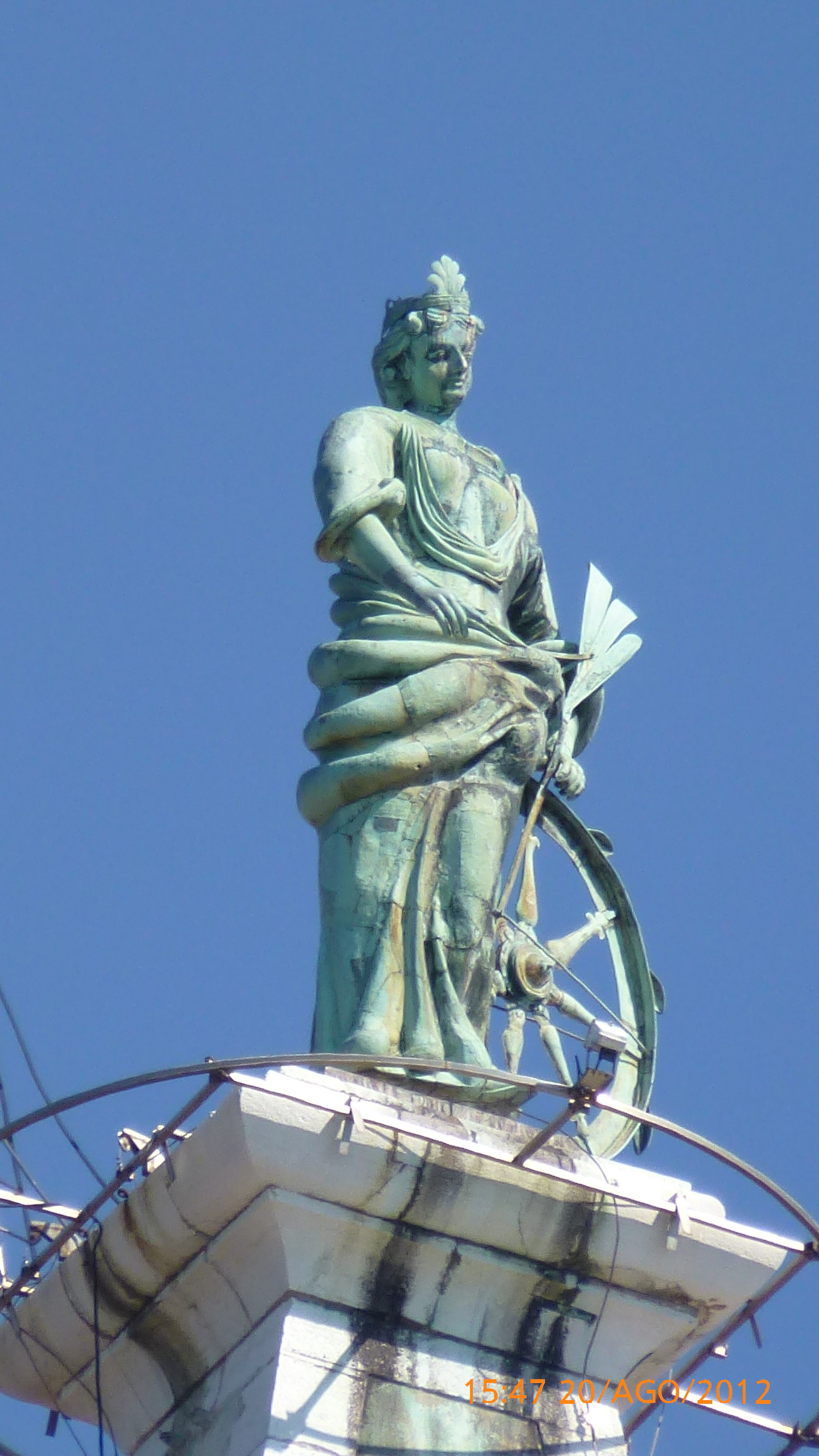
Posąg św. Eufemii na szczycie dzwonnicy